# Maya l'abeille 2 : Les Jeux du miel
Série
La Grande Aventure de Maya l'abeille
(2014)
Pour plus de détails, voir Fiche technique et Distribution.
Maya l'abeille 2 : Les Jeux du miel (Maya the Bee the Honey Games) est un film d'animation allemand réalisé par Noel Cleary, Sergio Delfino et Alexs Stadermann, sorti en 2018. Il fait suite à La Grande aventure de Maya l'abeille, sorti en 2014, et a eu une suite sortie directement en vidéo en 2021, Maya l'abeille 3 : L’œuf d'or.

## Synopsis
Maya va enfin participer aux Grands Jeux du Miel. L'enjeu est de taille : Maya doit absolument gagner, sinon elle devra livrer tout le miel de sa ruche à l'Impératrice des abeilles.
Maya, Willy et leurs amis vont devoir se surpasser pour battre l'équipe de Violette, une adversaire aussi rusée et maligne que mauvaise joueuse.

## Fiche technique
- Titre : Maya l'abeille 2 : Les Jeux du miel
- Titre original : Die Biene Maja 2 - Die Honigspiele
- Réalisation : Noel Cleary, Sergio Delfino
- Co-réalisation : Alexs Stadermann
- Scénario : Fin Edquist et Adrian Bickenbach, d'après deux livres pour enfants de Waldemar Bonsels (1912 et 1915)
- Direction artistique : Simon Kopp et Ralph Niemeyer
- Décors : Ralph Niemeyer
- Montage : Adam Rainford
- Superviseur des effets spéciaux : Anders Thönell
- Animation : Aaron Burton, Rodney March, Gregory Naud et Romain Vacher
- Musique : Ute Engelhardt
- Producteurs : Thorsten Wegener, Tracy Lenon et Brian Rosen
- Producteurs exécutifs : Barbara Stephen et Hans Ulrich Stoef
- Production : Studio 100 Media
- Distribution : Paramount Pictures
- Pays d’origine :  Allemagne
- Genre : Animation
- Durée : 83 minutes
- Dates de sortie :
  -  Inde  : 15 janvier 2018
  -  Israël,  Corée du Sud : 1er février 2018
  -  Allemagne : 1er mars 2018
  -  France : 18 juillet 2018

## Distribution

### Voix originales
- Theresa Zertani et Coco Jack Gillies : Maya
- Linda Ngo : Violette
- Jan Delay et Benson Jack Anthony : Willi
- Andrea Sawatzki : Kaiserin von Summtropolis
- Uwe Ochsenknecht : Graf Alfons von Bienenstich der Dritte
- Richard Roxburgh : Flip
- Justine Clarke : la reine
- Marney McQueen : l'impératrice
- David Collins : Arnie

### Voix françaises
- Jenifer : Maya
- Lou : Violette
- Sauvane Delanoë : Willy
- Bernard Alane : Mantis
- Martial Le Minoux : Pollenus
- Geneviève Lemeur : la Reine
- Danièle Douet : l'Impératrice
- Tangi Simon : Michel
- Tangi Daniel : Jean-Michel
- Alexandra Garijo : Tarentelle
- Xavier Fagnon : Flip et Morfalo
- Tony Marot : Greg
- Nathalie Homs : Thekla
- Camille Donda : Sandra
- François Berland, Magali Rosenweig, Nathalie Homs, Camille Donda, Bernard Bollet, Philippe Beautier, Christophe Seugnet : voix additionnelles